# 莫斯季謝 (特盧馬奇區)
48°55′5″N 25°13′29″E / 48.91806°N 25.22472°E
莫斯季謝（烏克蘭語：Мостище），是烏克蘭西部的村莊，隸屬伊萬諾-弗蘭科夫斯克州的伊萬諾-弗蘭科夫斯克區。該村始建於1701年，面積2.15平方公里，2001年人口445，人口密度每平方公里206.6人。